# Marine Atlantic

Marine Atlantics rutter

Marine Atlantic Inc. är ett kanadensiskt statligt företag, ett så kallat "crown corporation",  som bedriver färjetrafik mellan Newfoundland and Labrador och Nova Scotia. Det har sitt huvudkontor i St. John's, Newfoundland and Labrador.

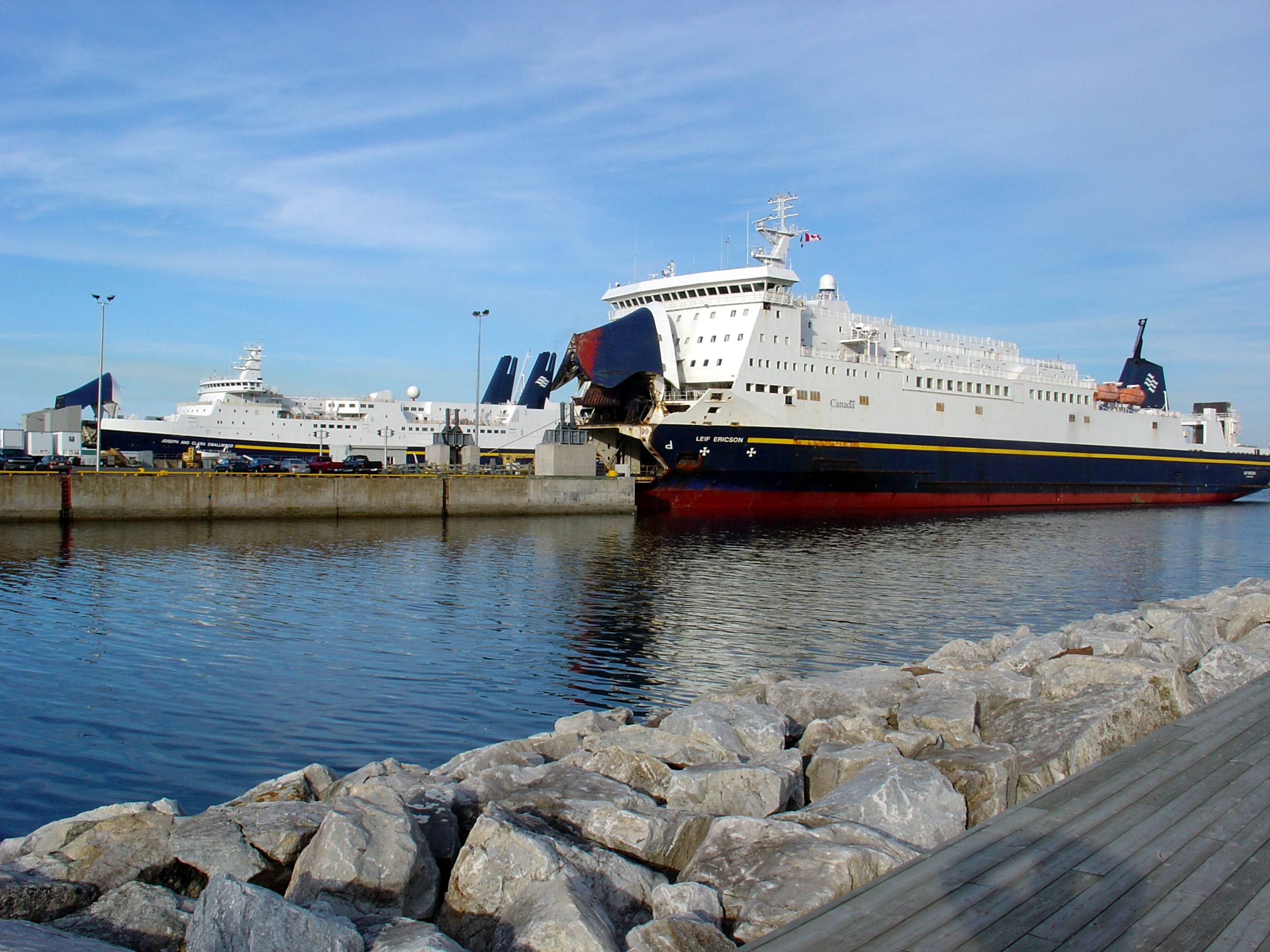
Marine Atlantics färjor Leif Ericson (till höger) och Joseph and Clara Smallwood

## Rutter
Marine Atlantic driver två färjelinjer över Cabotsundet, varav Port aux Basques-rutten seglas året runt och Argentia-rutten trafikeras sommartid juni-september.
- North Sydney, Nova Scotia and Port aux Basques, Newfoundland and Labrador (178 kilometer)
- Mellan North Sydney i Nova Scotia och Argentia i Newfoundland and Labrador (520 kilometer)

## Fartyg
| Fartyg                             | Byggnadsår | I tjänst i Kanada | Längd       | Status 2023  |
| ---------------------------------- | ---------- | ----------------- | ----------- | ------------ |
| MV Leif Ericson                    | 1990       | 2001              | 158 meter   | I tjänst     |
| MV Blue Puttees                    | 2007       | 2011              | 199,5 meter | I tjänst     |
| MV Highlanders                     | 2007       | 2011              | 199,5 meter | I tjänst     |
| MV Atlantic Vision                 | 2002       | 2008              | 203,3 meter | I tjänst     |
| Planerat nybygge av E-Flexer-klass | 2024       | 2024 (planerat)   | 202,9 meter | Kontrakterat |

## Historik
Med färdigställandet av Newfoundland Railway 1898 började Reid Newfoundland Company bedriva kust- och färjetrafik på Newfoundland och Labrador, samordnad med järnvägen. Omkring 1900 bestod flottan av åtta fartyg. Regeringen tog över järnvägen 1923, köpte Reid Newfoundland Companys fartyg och lade rederiet under järnvägen.  
Efter det att Newfoundland anslutit sig till den kanadensiska federationen 1949 hamnade Newfoundland Railway och dess färjeservice under Canadian National Railway.
År 1977 överfördes Canadian National Railways färjetrafik till dotterbolaget CN Marine. År 1986 grundades Marine Atlantic för färjetrafiken på Kanadas östkust, till att börja med huvudkontor i Moncton i New Brunswick. Den kanadensiska regeringens budgetnedskärningar under andra delen av 1990-talet och invigningen av Confederation Bridge 1997 ledde till drastiska nedskärningar av rederiets verksamhet. År 1997 överfördes också linjerna över Bay of Fundy och Gulf of Maine mellan Saint John, New Brunswick och Digby, Nova Scotia samt mellan Yarmouth, Nova Scotia och Bar Harbor i Maine till det privatägda Bay Ferries Limited, ett dotterbolag till Northumberland Ferries Limited. 
Bolaget flyttade 1998 sitt huvudkontor till St. John's.